# Leone Viale

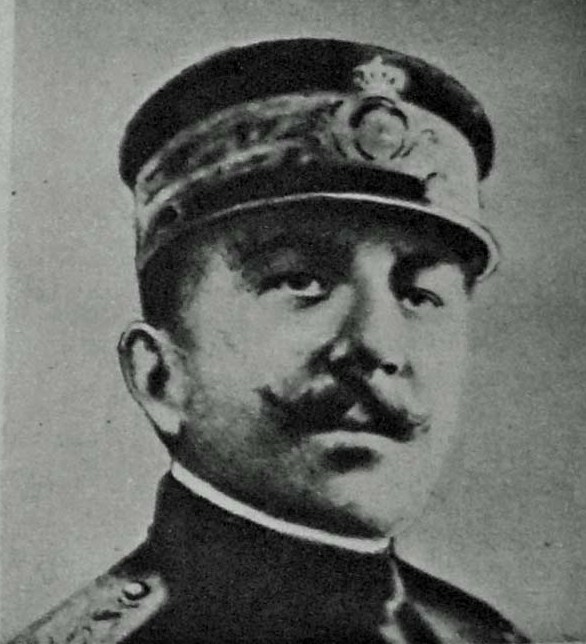
Vizeadmiral Leone Viale

Conte Leone Viale (* 24. August 1851 in Porto Maurizio, Ventimiglia, Provinz Imperia; † 2. Februar 1918 in Genua) war ein italienischer Seeoffizier und zuletzt Vizeadmiral (Viceammiraglio) der Königlichen Marine (Regia Marina), der unter anderem im Kabinett Salandra I (August bis November 1914) sowie im Kabinett Salandra II (November 1914 bis September 1915) Marineminister (Ministro della marina) war. Er war ferner von 1913 bis zu seinem Tode 1918 Mitglied des Senats (Senato del Regno). Am 6. September 1916 wurde er als Graf (Conte) in den Adelsstand erhoben.

## Leben
Leone Viale, Sohn von Augusto Viale und dessen Ehefrau Adelaide Leone, begann am 10. November 1866 eine Ausbildung zum Seeoffizier an der Marineschule (Scuola di marina) in Genua und wurde nach deren Abschluss am 26. Februar 1871 als Leutnant zur See (Guardiamarina) in die Königliche Marine (Regia Marina) übernommen. In den folgenden Jahren folgten zahlreiche Verwendungen als Seeoffizier sowie am 10. Juni 1875 seine Beförderung zum Oberleutnant zur See (Sottotenente di vascello) und am 6. Mai 1883 zum Kapitänleutnant (Tenente di vascello). Für seine Verdienste wurde er am 30. Oktober 1887 Ritter des Ordens der Krone von Italien sowie am 7. Dezember 1890 auch Ritter des Ordens der Heiligen Mauritius und Lazarus. Während seiner weiteren militärischen Laufbahn wurde er am 23. Juli 1891 zum Korvettenkapitän (Capitano di corvetta) sowie am 18. Februar 1897 zum Fregattenkapitän (Capitano di fregata) befördert und am 2. Mai 1901 auch zum Offizier des Ordens der Krone von Italien ernannt. Am 16. Februar 1902 erfolgte seine Beförderung zum Kapitän zur See (Capitano di vascello) sowie am 23. Juli 1903 seine Ernennung zum Kommandeur des Ordens der Krone von Italien und am 29. Mai 1905 zum Offizier des Ordens der Heiligen Mauritius und Lazarus.
Viale wurde am 14. Januar 1906 zum Konteradmiral (Contrammiraglio) befördert und fungierte darauf zwischen dem 14. Januar 1906 und dem 21. Februar 1907 als Oberbefehlshaber des Korps der Königlichen Besatzungen (Comandante superiore del Corpo reale equipaggi). Er wurde für seine Verdienste am 21. Januar 1906 zum Kommandeur des Ordens der Heiligen Mauritius und Lazarus ernannt und fungierte zwischen dem 21. Februar 1907 und dem 20. Oktober 1908 erstmals als Generaldirektor des Militärischen und Wissenschaftlichen Dienstes des Marineministeriums. 1909 wurde er Mitglied der Geografischen Gesellschaft (Società Geografica Italiana) und wurde für seine Verdienste am 2. Januar 1910 zum Großoffizier des Ordens der Krone von Italien ernannt. Er bekleidete zwischen dem 6. Januar und dem 22. Dezember 1910 abermals das Amt als Generaldirektor des Militärischen und Wissenschaftlichen Dienstes des Marineministeriums und erhielt am 5. Februar 1911 seine Beförderung zum Vizeadmiral (Viceammiraglio). 

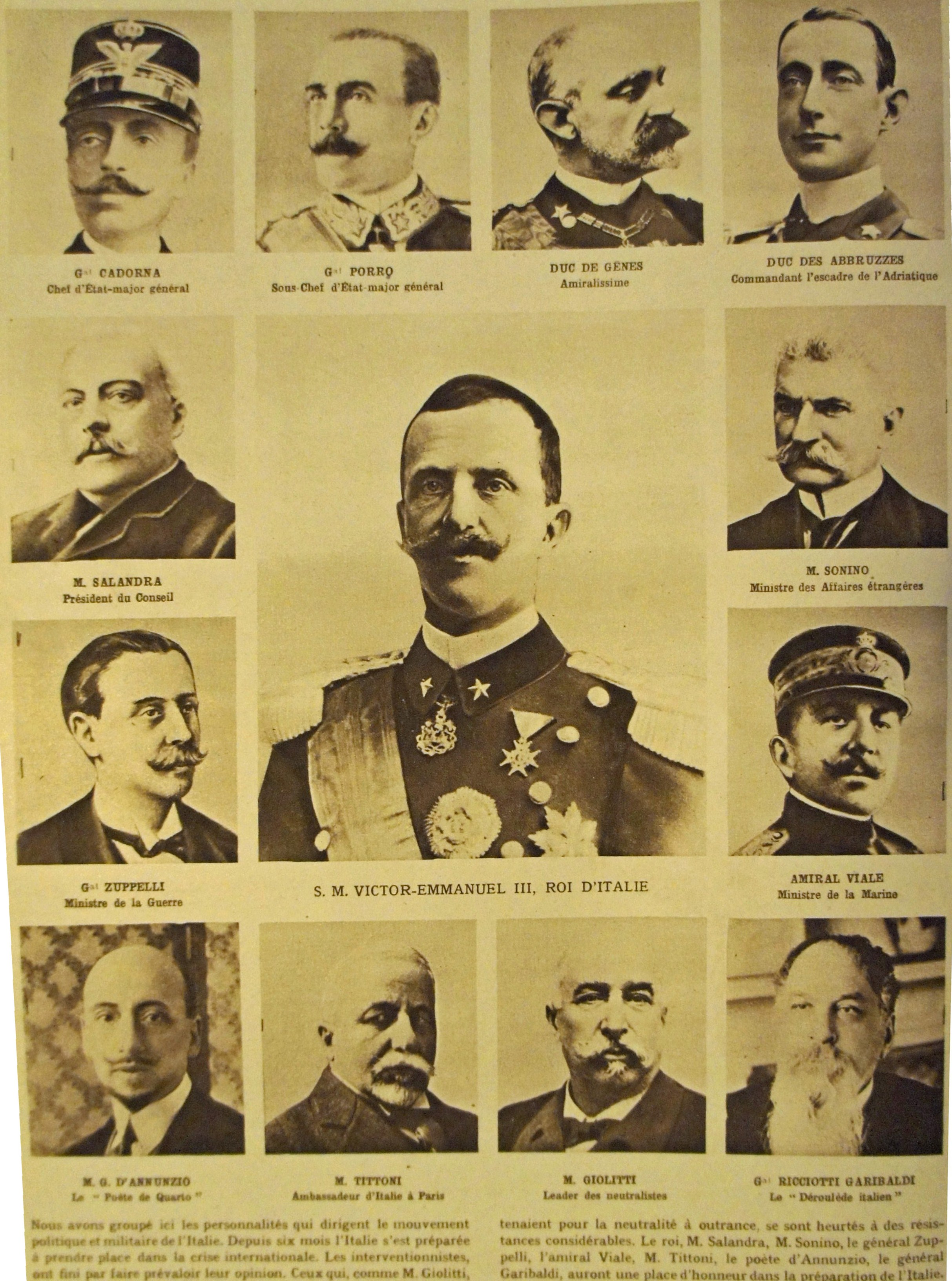
Das Kabinett Salandra II (Mai 1915)

Als solcher fungierte er zwischen dem 18. September 1911 und dem 7. März 1912 als Präsident des Obersten Marinerates (Presidente del Consiglio superiore di marina) und war in dieser Funktion maßgeblich für die Einsätze und Operationen der Königlichen Marine im Italienisch-Türkischen Krieg (29. September 1911 bis 18. Oktober 1912) verantwortlich. Für seine Verdienste wurde er am 31. Dezember 1911 Großoffizier des Ordens der Heiligen Mauritius und Lazarus sowie zudem am 16. März 1913 Großoffizier des Militärordens von Savoyen. Am 16. Oktober 1913 wurde er zum Mitglied des Senats (Senato del Regno) ernannt und gehörte diesem bis zu seinem Tode am 2. Februar 1918 an. 
Als Nachfolger von Enrico Millo übernahm Leone Viale vom 13. August bis zum 5. November 1914 den Posten des Marineministers (Ministro della marina) im Kabinett Salandra I. Das Amt des Marineministers bekleidete er vom 5. November 1914 bis zu seiner geschäftsführenden Ablösung durch Ministerpräsident Antonio Salandra am 24. September 1915 auch im Kabinett Salandra II. Für seine Verdienste wurde ihm am 24. Dezember 1914 das Großkreuz des Ordens der Heiligen Mauritius und Lazarus verliehen. Als Marineminister war er maßgeblicher Verantwortlicher für die Einsätze der Königlichen Marine im Ersten Weltkrieg und schied am 16. Juli 1916 aus dem aktiven Militärdienst. Am 6. September 1916 wurde er als Graf (Conte) in den Adelsstand erhoben. Er war mit Emma Novari verheiratet.